# Samba (Di Cavalcanti)
Samba foi uma tela modernista do artista Di Cavalcanti. Revelava o arrojo estético e técnico, a ousadia na opção temática para a representação da cultura popular.
O quadro valia, em 2012, US$ 10 milhões. Era de propriedade do marchand Jean Boghici, quando na noite de 13 de agosto do mesmo ano foi destruído por um incêndio no apartamento de Jean.

## Descrição
Criada em 1925, Samba era um quadro em estilo modernista e retratava um grupo de seis sambistas, em primeiro plano, com vários morros ao fundo da pintura. As duas personagens femininas ocupam o centro da obra. Inicialmente, elas foram retratas nuas pelo pintor, mas depois ele optou por vesti-las. A moça no primeiro plano veste uma saia amarela vibrante, mas seus seios permanecem à mostra, já que a blusa regata branca lhe cai pelos ombros. O mesmo acontece com a mulher no segundo plano, que veste uma saia branca, mas esta não usa blusa. Os quatro homens que aparecem ao redor das mulheres estão vestidos, os do fundo estão de pé, com calças brancas. Um deles com uma camiseta laranja, e outro com uma camiseta cor salmão. Um carrega um violão enquanto o outro dança. Os outros dois estão sentados, um usa um terno marrom, o outro uma camisa azul. Ao fundo, nota-se um pouco de céu azul com algumas nuvens e montanhas verdes e cinzas. Todos os personagens parecem ser negros, com cabelos pretos e traços duros e fortes.